# Алауддевле Бозкурт
Бозкурт Алауддевле (староанатол. тюрк. علاءالدوله بوزقورد‎, тур. Bozkurt Alaüddevle; ум. 12/13 июня 1515 года) — последний правитель бейлика Дулкадир, правивший 36 лет (с 1479 по 1515 год). Один из сыновей Сулейман-бея.
Дулкадир был небольшим буферным бейликом, расположенным в ключевом месте между крупными государствами Малой Азии: Османской империей, Мамлюкским султанатом, Ак-Коюнлу и зародившимся государством Сефевидов. Соперничая за контроль над Дулкадиром, мамлюки, османы и Сефевиды постоянно вмешивались в дела бейлика и пытались привести к власти своего кандидата из членов династии.
Бозкурт пришёл к власти при помощи Мехмеда II, который женил на его дочери Айше своего сына Баязида. В первое время Алауддевле воевал с мамлюкскими султанами и поддерживал мятежных мамлюкских наместников, однако в 1488 году решил заключить мир с Каиром, поскольку османы понесли несколько крупных поражений в османо-мамлюкской войне 1485—1491 годов и не могли быть защитой. Алауддевле отдал одну из дочерей замуж за мамлюкского эмира. После окончания войны Алауддевле попытался установить хорошие отношения с обоими государствами.
Поддержка беем Дулкадира Эвленда Мирзы и Мурада Мирзы, потомков Узун Хасана и правителей Ак-Коюнлу, привела в 1501 году к острому десятилетнему конфликту с шахом Измаилом. Это противостояние принесло потери обеим сторонам, но закончилось примирением.
Султан Селим (по мнению большинства историков, внук Алауддевле) в начале правления решил покончить с шахом Измаилом и потребовал от бея Дулкадира присоединиться к кампании. Однако Алауддевле не хотел нарушать соглашение с шахом, а потому не откликнулся на требование Селима. Более того, дулкадирцы нападали на обозы османов. Алауддевле поддерживал контакты с Ахметом-пашой Дукакиноглу, великим визирем, которого Селим после кампании казнил за участие в мятеже. В довершение ко всему Селим подозревал Бозкурта в связях с мамлюками. Эта совокупность причин привела к походу Селима на Дулкадир. Алауддевле погиб в битве, а бейлик перешёл под власть османов.
К моменту смерти Алауддевле было около 90 лет. Его голову, головы его сыновей и голову его визиря отправили в Каир мамлюкскому султану как предупреждение.
В Новое время часть Малой Азии называли в Европе Аладулия по имени Алауддевле.

## Биография

### Начальные годы. Дочь Айше
Имя Бозкурт означает «серый волк» (тюрк. بوزقورد‎). Алауддевле был сыном правителя Дулкадира Сулеймана-бея. О детских и юношеских годах Алауддевле ничего не известно. Отец Алауддевле умер в 1454 году, оставив после себя множество сыновей: Мелика Арслана, Шахбудака, Шехсувара, Алауддевле Бозкурта, Абдулреззака и других. Многие сыновья умерли ещё при жизни Сулеймана. В течение 25 лет после смерти Сулеймана трон занимали Мелик Арслан, Шахбудак и Шехсувар, соперничая друг с другом. Когда в бейлике началась междоусобная война между Шехсуваром и Шахудаком, мамлюки схватили и казнили Шехсувара, ставленника османов, и утвердили на троне Шахбудака. Члены семьи Дулкадироглу, которых не устроила эта смена власти, в том числе и Бозкурт, бежали с земель Дулкадира. Некоторые укрылись у шехзаде Ахмета в Амасье. В этот период дочь Алауддевле Айше (Гюльбахар)-хатун стала женой шехзаде Баязида и родила в 1467 году сына, будущего султана Селима I. Вероятно, Мехмед II держал рядом Бозкурта как возможного претендента на трон в бейлике и как козырь против политики мамлюков. В 1480 году при поддержке Мехмеда II Алауддевле сместил Шахбудака, победив мамлюкское войско. Мехмед II отдал Дулкадиру Кыршехир. Когда Алауддевле стал беем, он был уже в зрелом возрасте.

### Первые годы правления

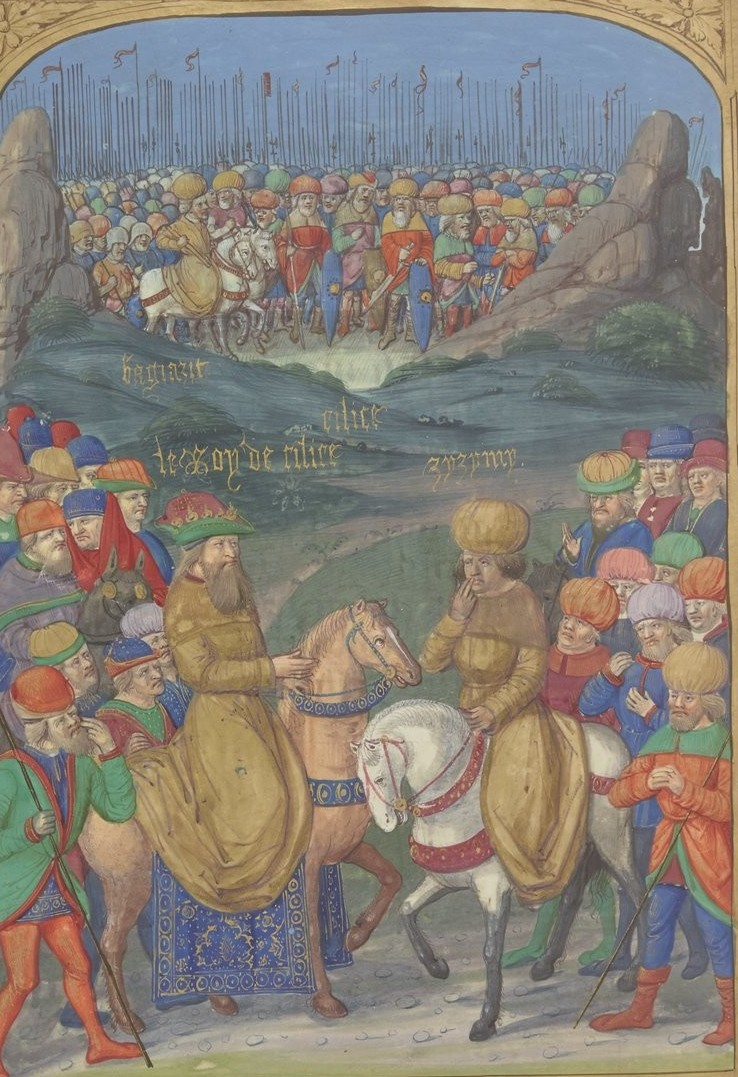
Касым-бей (слева, надпись «король Киликии» — Le Roy de Cilice) и Джем (справа, надпись «Зизим» — Zyzymy)

В первые годы правления Алауддевле Османская империя и мамлюки не воевали. Узнав о смерти Мехмеда II, Алауддевле отправил новость мамлюкскому султану с пожеланием установить добрые отношения. Султан Кайтбей оценил предложение. Он схватил соперника Алауддевле, Шахбудака, и посадил в тюрьму в Дамаске. Однако, устанавливая хорошие отношения с мамлюками, Алауддевле не портил отношения с Баязидом. Во время борьбы Баязида и Джема за трон в 1481 году Алауддевле по просьбе зятя участвовал в кампании против Джема и преследовал, хотя и безуспешно, его по пути в Конью. На этот раз Джем смог сбежать в Египет.
После побега Джема в Египет османский султан Баязид назначил в Караман санджак-беем своего сына шехзаде Абдуллу. Между Абдуллой и Алауддевле возник конфликт, связанный с налогами. Некоторые подданные принца Абдуллы переселились в Дулкадир, где дулкадирские сборщики сочли их подданными Алауддевле и собрали с них налоги, которые, по мнению Абдуллы, они должны были заплатить ему. Шехзаде Абдулла назначил человека, чтобы вернуть налогоплательщиков и собрать налоги и займы в соответствии с законодательством Османской империи. Он также обратился к Алауддевле с просьбой помочь вернуть беглецов, но Алауддевле отказал ему. Пришлось вмешаться султану Баязиду. В письме, направленном Алауддевле, султан напоминал о существующей дружбе и просил не мешать собирать налог джизья. Хотя ответ Алауддевле-бея неизвестен, но, судя по сотрудничеству в 1482 и 1483 годах, проблема была решена по-дружески.
В 1482 году Джем прибыл с Касымом-беем Караманоглу в Караман для новой попытки занять престол, и Баязид опять обратился к тестю за помощью. Алауддевле откликнулся на просьбу, но и теперь Джем смог сбежать, на этот раз на Родос.

### Между османами и мамлюками
Начавшаяся вскоре османо-мамлюкская война шла за контроль над стратегически важной долиной Чукурова, лежащей между горами Тавра и Средиземным морем. В долине были расположены города Адана, Джейхан, Мерсин, Тарс. Это были земли Рамазаногуллары и Тургутогуллары, которые контролировались мамлюками.
Оказывая помощь Баязиду в его борьбе против Джема, Алауддевле стал врагом для мамлюков, которые поддерживали Джема. В июле 1483 года Алауддевле осадил Малатью, находившуюся в руках мамлюков. Кайтбей, который боялся возможного османского вторжения, сначала послал из Египта в Сирию подкрепление и лишь затем приказал сирийскому наместнику наказать Алауддевле. Однако дулкадирский бей разгромил мамлюкскую армию в феврале 1484 года у Эльбистана. В мае Кайтбей подготовил новую кампанию против Дулкадира и назначил своего родственника, эмира Тимраза, командующим. Губернатор Алеппо вышел с подкреплением, уничтожил Мараш, после чего вошёл в Эльбистан. Алауддевле оценил опасность и попросил помощи у зятя, султана Баязида, который отправил подкрепление под командованием Якупа-паши. С прибытием Якупа-паши войска Алауддевле были поддержаны османской армией. Кровавая битва на равнине у Эльбистана 23 сентября 1484 года закончилась победой дулкадиро-османских войск.
Попавший в плен наместник (valisi) Алеппо Варбас был обезглавлен, наместник Сафада Элмас погиб на поле битвы. Также были захвачены в плен многие сирийские командиры, такие как губернатор Дамаска Айнал и губернатор Тарса Коркмаз. После победы Алауддевле уговорил Якупа-пашу пойти на Малатью, которую он раньше не смог взять. Когда союзные войска направлялись в сторону города, османская армия попала в засаду эмира Тимраза, который только что прибыл в регион. Якуп-паша и Алауддевле с трудом спаслись. Мамлюки, празднуя победу, пронесли захваченные флаги и провели пленников по улицам Алеппо. В ответ Алауддевле освободил всех ранее захваченных мамлюкских пленников, отрубив им пальцы, чтобы напугать мамлюков.
Кайтбей, понимая, что победа Тимраза не была окончательной, решил договориться с османами. Халиф Аль-Мутавакиль II написал Баязиду и рекомендовал сгладить конфликт между двумя исламскими правителями. Фактически это был дипломатический манёвр, призванный оставить Алауддевле один на один с опасностью. Это явствовало из того, что ещё до получения ответа в Каире готовили новый поход на Дулкадир. В начале 1485 года была подготовлена армия, Шахбудак (брат и соперник Алауддевле), ранее заключённый в тюрьму в Дамаске, был освобождён (вскоре его повторно заключили в тюрьму, потому что ему не доверяли).
Ещё до возвращения египетского посла в Каир бейлербей Карамана и лала шехзаде Абдуллы, Карагёз-паша, захватил замок Гюлек и занял Адану и Тарс. Таким образом, война между двумя великими государствами началась. Кайтбей отправил своего самого ценного командира, наместника Сирии эмира Озбея вернуть Адану и Тарс. 12 марта 1485 года Карагёз-паша потерпел поражение. Алауддевле или не успел, или не захотел прийти на помощь Карагёзу-паше, хотя и обещал её. Алауддевле, несмотря на призывы османов о помощи, не участвовал в кампаниях, каждый раз находя отговорки. Он считал конфликт обоих государств для себя выгодным. В ноябре того же года османская армия опять понесла поражение, потеряв долину Чукурова. 9 февраля 1486 года Карагёз Мехмед-паша был в очередной раз разбит у Аданы войсками Кайтбея. После этого Алауддевле сделал неудачную попытку сблизиться с мамлюками через губернатора Алеппо, Оздемира. Алауддевле решил ужиться с обоими государствами и поддерживать хорошие отношения и с османами, и с мамлюками. Однако географическое положение бейлика делало невозможным сохранение нейтралитета. Потерпев несколько поражений, османы не отказались от своего желания захватить Чукурова.
В феврале — марте 1486 года бейлербеем Анатолии и командующим османскими силами в войне с мамлюкским Египтом вместо Карагёза был назначен Херсекли Ахмед-паша. Готовя новую кампанию против мамлюков, Ахмед-паша написал Алауддевле послание с очередным призывом присоединиться к османской армии. Алауддевле не мог проигнорировать это предложение, но прибыл с запозданием, рассчитав так, чтобы подойти после сражения. Ахмед-паша, не получив поддержки от Алауддевле, преданный подчинёнными, потерпел поражение и, раненый, попал в плен.

Для захвата района великий визирь Давуд-паша подготовил ещё одну армию, которую возглавил Хадым Али-паша. Али-паша прибыл в бейлик Рамазаногуллары 14 марта 1488 года. Он отнял Адану и Тарс у мамлюков, но, вернувшись в Стамбул, узнал, что новая мамлюкская армия приближается к Адане. Алауддевле пытался избежать участия в войне. Он придумал отговорку, что солдаты, привыкшие к жизни в горах, не смогут сражаться на побережье. Когда Давуд-паша приблизился к долине, Алауддевле передумал. Он примкнул к османской армии у подножия Аладага в районе Кокакале для участия в войне с беями Тургутогуллары и Рамазаногуллары, которых поддерживала мамлюкская армия. 16 августа 1488 года мамлюкский военачальник эмир Озбей нанёс поражение османам в долине Ага Чаири. Алауддевле, который всегда был осторожен и в течение некоторого времени в политике старался соблюдать равновесие, не присоединяясь явно ни к одной из сторон, начал склоняться в сторону мамлюков и даже отдал свою дочь в жёны эмиру Озбею. Хадим Али-паша послал послание султану Баязиду и сообщил ему, что Алауддевле склоняется к союзу с Египтом. Баязид был разгневан двойной политикой бея Дулкадира и решил поставить Шахбудака во главе княжества. Весной 1489 года Баязид предпринял неудачную попытку сместить тестя в пользу Шахбудака, чтобы дать уроку Алауддевле и мамлюкам. К этому времени Шахбудак сменил хозяина (служил османским санджак-беем Визе). В битве Алауддевле победил Шахбудака. Будучи опытным политиком, Алауддевле отправил посланника в Стамбул к султану и попросил прощения. Баязид помиловал Алауддевле, что привело к улучшению османо-дулкадирских отношений. После окончания османо-мамлюкской войны в 1491 году Алауддевле попытался установить хорошие отношения с обоими государствами. С османскими султанами Алауддевле не ссорился в течение следующих двадцати лет.

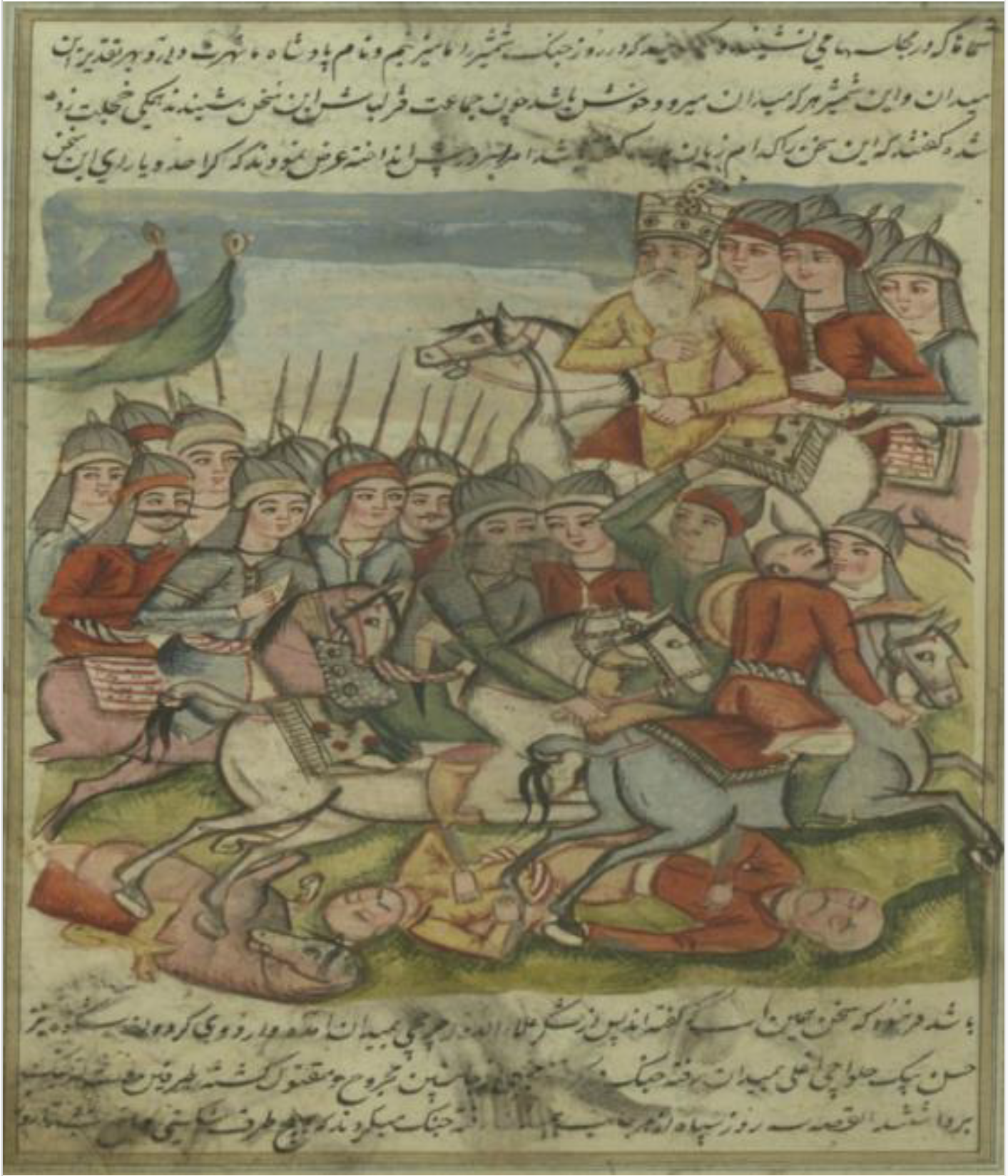
Битва шаха Измаила с дулкадирцами

Когда в 1496 году умер султан Кайтбей, в Каире началась борьба за трон. Мамлюкский эмир Акберды (ум. 1499) был одним из тех, кто хотел захватить трон. Потерпев неудачу в Каире, он бежал в Сирию, чтобы создать независимое государство. Не добившись успеха и в этом, он и Айнал, губернатор Алеппо, укрылись в Дулкадире. Назначенный новым губернатором Алеппо Джанбалат ал-Эшреф стал преследовать мятежников и потребовал их выдачи, но Алауддевле не подчинился. В мае 1498 года в окрестностях Антепа армия Дулкадира и Акберды была разбита, Акберды бежал в Малатью, сыновья Алауддевле погибли в бою, бывший губернатор Алеппо Айнал был пленён и оправлен в Каир. Алауддевле хотел отомстить за смерть сыновей и в октябре 1498 года, когда Акберды вернулся в Дулкадир, дал ему новое войско для похода в Алеппо на Джанбалата. Из Каира в Алеппо на помощь Джанбалату вышла армия под командованием эмира Джанибега Джемаля. Также мамлюкский султан отправил Алауддевле грозное послание, предупреждая, чтобы он воздержался от поддержки Акберды. В мае 1499 года после смерти Акберды Дулкадир заключил с мамлюками мирное соглашение.

### Отношения с сефевидами. Дочь Бенли
Во время междоусобных конфликтов и войн между внуками Узун-Хасана Алауддевле выступал против шаха Измаила. У Алауддевле была дочь, Бенли-хатун, которая, по словам Саад-эд-дина, «не имела себе равных по красоте». Шах Измаил хотел жениться на Бенли-хатун и заручиться поддержкой Алауддевле. Алауддевле сначала дал согласие, но потом отказал, сославшись на то, что шах Измаил шиит. Отказав шаху, Алауддевле выдал Бенли замуж за укрывшегося в Дулкадире Мурада Мирзу, врага шаха Измаила. После этого возникла вражда между Алауддевле и шахом. В 1501 году шах Измаил, рассерженный на Алауддевле, напал на Эльбистан и нанёс Дулкадиру серьёзный урон. Кроме того, шах написал бею письмо с требованием выдать ему Мурада. Алауддевле не выдал зятя и ответил: «Султан Мурад укрылся у меня, и он теперь мой зять. Ради падишаха Гасана, который ваш общий дед, простите его». Однако шах Измаил не хотел мириться с двоюродным братом. В поисках союзников Мурад укрылся у османов. Султан Селим назначил его бейлербеем в восточных пограничных провинциях и демонстрировал ему своё уважение. Поскольку Мурад женился на дочери Алауддевле, то жена Мурада была сестрой матери Селима.
В 1504 году умер правитель Ак-Коюнлу Эльвенд Мирза, и Алауддевле послал своего брата Абдулреззака и его сына Ахмета в Диярбакыр вместе с Зейнелом, сыном Гёдека Ахмеда, чтобы занять земли Ак-Коюнлу на юго-востоке Анатолии. В 1505 году они захватили крепости Диярбакыр, Мардин, Урфу и Хасанкейф.

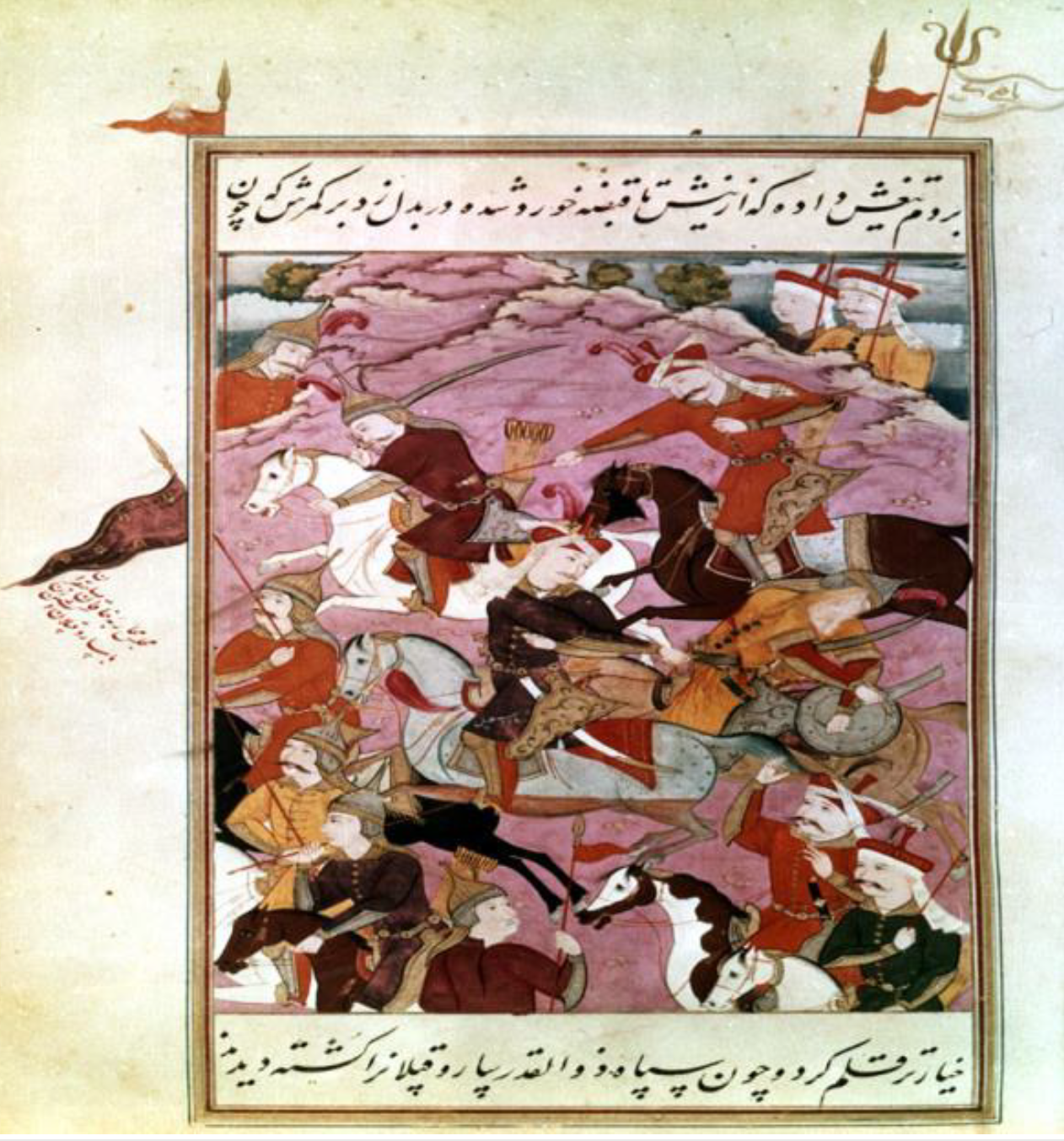
Битва шаха Измаила и Сары Каплана

Когда шах Измаил покинул Багдад, Мурад Мирза при поддержке Алауддевле занял город. В 1507 году напряжение между Алауддевле и шахом Измаилом достигло своего пика, и последний организовал поход на Эльбистан. В первом столкновении, когда сразились передовые отряды под командованием Деде-бега и сына Алауддевле, Сары Каплана Касыма, победа была на стороне дулкадирцев, но при приближении к Эльбистану армии Сефевидов Касым был вынужден отступить. Когда Алауддевле понял, что не сможет противостоять армии Измаила, то укрылся в замке на Турнадаге, где крутые склоны гор благоприятствовали обороне. Сразу же он отправил сообщение мамлюкам и османам, в котором просил их оказать ему военную и политическую поддержку. Мамлюки никак не отреагировали на это послание, а османы отправили на территорию Дулкадира армию под командованием Яхья-паши. Задача этой армии, однако, заключалась не в том, чтобы помочь дулкадирцам, а в том, чтобы контролировать деятельность Сефевидов и не дать им нанести вред османским землям. Османские войска не продвинулись далее Анкары. Шах Измаил окружил Алауддевле в Турнадаге, но не смог взять замок, а Алауддевле не покидал крепости. Шах Измаил был молод и нетерпелив — он устал ждать, пока Алауддевле выйдет из замка. Не имея возможности сразиться с Алауддевле и испытывая неудовлетворённость, шах стал оскорблять Алауддевле и выкрикивать издевательские слова, называя его непристойно — «Ала Дана», исковеркав лакаб Алауддевле.

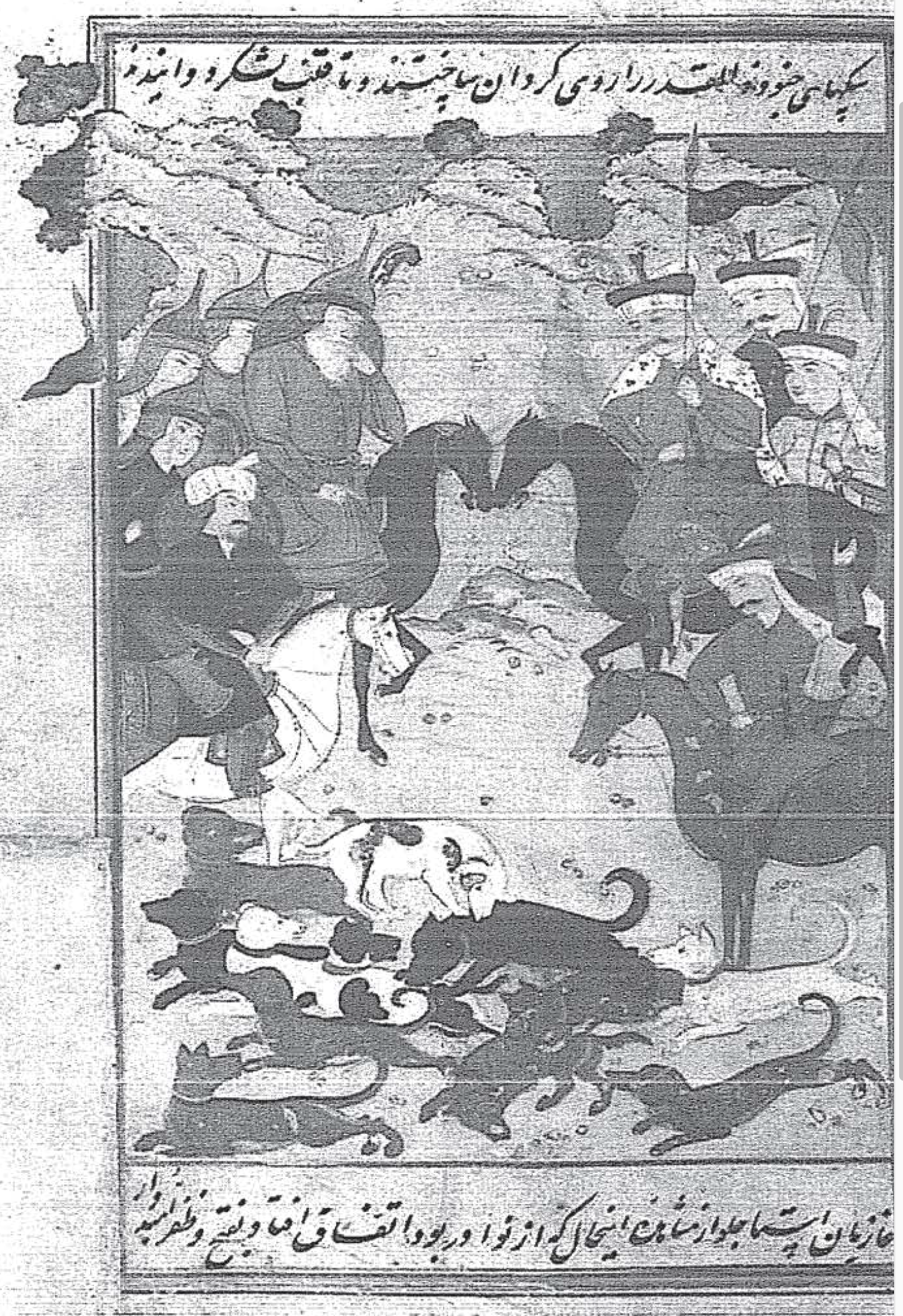
Драка собак перед битвой дулкадирцев с отрядом Устаджлу

Шах Измаил сжёг Эльбистан и Мараш, уничтожив памятники династии, чтобы нанести Дулкадиру наибольший вред. Затем он приказал казнить сына Алауддевле и двух внуков, попавших к нему в плен. После казни тела сожгли и бросили собакам, а в семейные захоронения поместил этих собак. С приближением зимы шах Измаил покинул регион, по пути захватив Диярбакыр и Харпут. После ухода шаха Измаила из Анатолии Алауддевле напал на Урфу, чтобы возвратить захваченное Измаилом. Эти события ещё больше усилили его враждебность по отношению к Сефевидам. В 1510 году, когда шах Измаил вернулся в Багдад, Алауддевле послал в Диярбакыр войско из четырнадцати тысяч человек под командованием своих сыновей Шахруха и Ахмеда. Из Мардина им навстречу направился Устаджлу Мохаммед Хан, вождь клана устаджлу и сефевидский губернатор (хакем) Диярбакыра. Он разбил в бою войско сыновей Алауддевле. Сами сыновья и сорок человек из ближайшего окружения бея погибли. Внуки Алауддевле Али и Мехмет, сыновья Шахруха, были пленены и отправлены шаху Измаилу. Позже шах Измаил помиловал Али и Мехмета и дал им эмираты. Алауддевле скорбел о потере сыновей и долгое время был безутешен
После победы над Дулкадиром Устаджлу Мохаммед-хан напал на Малатью, находившуюся под контролем мамлюков. Алауддевле выступил в поход лично и заставил Устаджлу Мохаммеда-хана отступить. Шах Измаил отправил в Каир послание, в котором написал, что ничего не знал о действиях своего военачальника, и выразил сожаление. Это привело к улучшению отношений между Сефевидами и мамлюками. В свою очередь мамлюки вмешались в отношения шаха Измаила и Алауддевле и сгладили конфликт. В итоге Алауддевле отказался от Диярбакыра и заключил с Сефевидами мир. В 1511 году шах Измаил прислал в подарок Алауддевле шатёр, а Алауддевле в свою очередь переслал шатёр в Каир.

### Конфликт с внуком и смерть
Сближение Алауддевле с Сефевидами и мамлюками привело к его отдалению от османов. Алауддевле не поздравил своего внука Селима с его восшествием на трон. Султан Селим решил, что его дед, Алауддевле, возможно, вступил в союз с шахом Измаилом. С другой стороны, Селим и ранее высказывался об Алауддевле без симпатии. Ещё санджак-беем Трабзона Селим говорил: «Это тот, из-за кого начался разрыв между османами и мамлюками, и тот, кто хотел извлечь выгоду из вражды между двумя государствами».

Открытый конфликт Алауддевле с Селимом возник в 1514 году, когда последний пошёл против шаха Измаила и потребовал участия в этом Алауддевле и его армии. Отправляясь в поход, Селим отправил письмо деду. Смысл послания состоял в том, что Алауддевле должен был также выступить против язычников Сефевидов, которые были шиитами. Однако Алауддевле не присоединился к кампании внука. Основной причиной, по которой он не участвовал в экспедиции, было нежелание разрывать соглашение с шахом Измаилом. Кроме того, бей Дулкадира был недоволен тем, что его племянник, Али-бей, сын Шехсувара, укрылся в Османской империи. Сначала он находился под защитой Баязида. Придя к власти, Селим тоже стал покровительствовать Али-бею. Али-бей служил османам в должности санджак-бея Черномена во Фракии возле Эдирне. Будучи стариком, Алауддевле отказался участвовать в кампании под предлогом своего преклонного возраста. Он написал, что от девяностолетнего старика пользы в бою не будет. При этом он запретил продавать продовольствие османским войскам на территории Дулкадира, а сам нападал на обозы и отряды, занимавшиеся снабжением османов. Несмотря на все трудности, в августе 1514 года Селим победил в Чалдыранской битве шаха Измаила. Шах бежал с поля боя, и Селим преследовал его до столицы (Тебриза), которую захватил и разграбил 6 сентября. Османские войска отказались зимовать на востоке, и Селим был вынужден повернуть назад к Амасье. Чтобы успокоить ропот недовольных в армии, в ноябре 1514 года был смещён великий визирь Херсекли Ахмед-паша, и новым визирем стал Дукакиноглу Ахмед-паша. В начале 1515 года в Амасье вспыхнул мятеж янычар, не желавших ещё раз воевать в Персии. После подавления бунта и казни великого визиря Селим решил покончить с правителем Дулкадира, поскольку узнал, что, в дополнение к прочим провинностям, Алауддевле имел контакты с Ахмедом-пашой. Селим был этим раздражён и решил наказать Алауддевле. При поддержке султана Али-бей Шехсувароглу отправился в район Бозока, где убил Сулеймана, сына Алауддевле, правившего этим районом, и послал Явузу отрубленную голову Сулеймана. За это Селим назначил Али-бея управлять районом Бозок. Алауддевле немедленно попросил помощи у Кансуха ал-Гаури. В мае 1515 года, во время кампании Селима в Кемахе, Кансух ал-Гаури послал к Селиму послов и попросил удалить Али-бея из Кайсери и Бозока. В ответ на эту просьбу Селим потребовал, чтобы Алауддевле был заменён в Дулкадире на Али-бея. Кансух ал-Гаури в свою очередь напомнил Селиму, что отец Али, Шехсувар, был казнён в Каире за двуличность, и отклонил просьбу Селима. Кансух ал-Гаури понимал, что Дулкадир скоро перестанет существовать. Он попросил, чтобы его имя было либо отчеканено на монетах, либо прочитано в хутбе в Дулкадире, на что Селим ответил через посла: «Если султан сможет сохранить свои права на суверенитет в своей стране». Этим он давал понять, что может победить Египет.

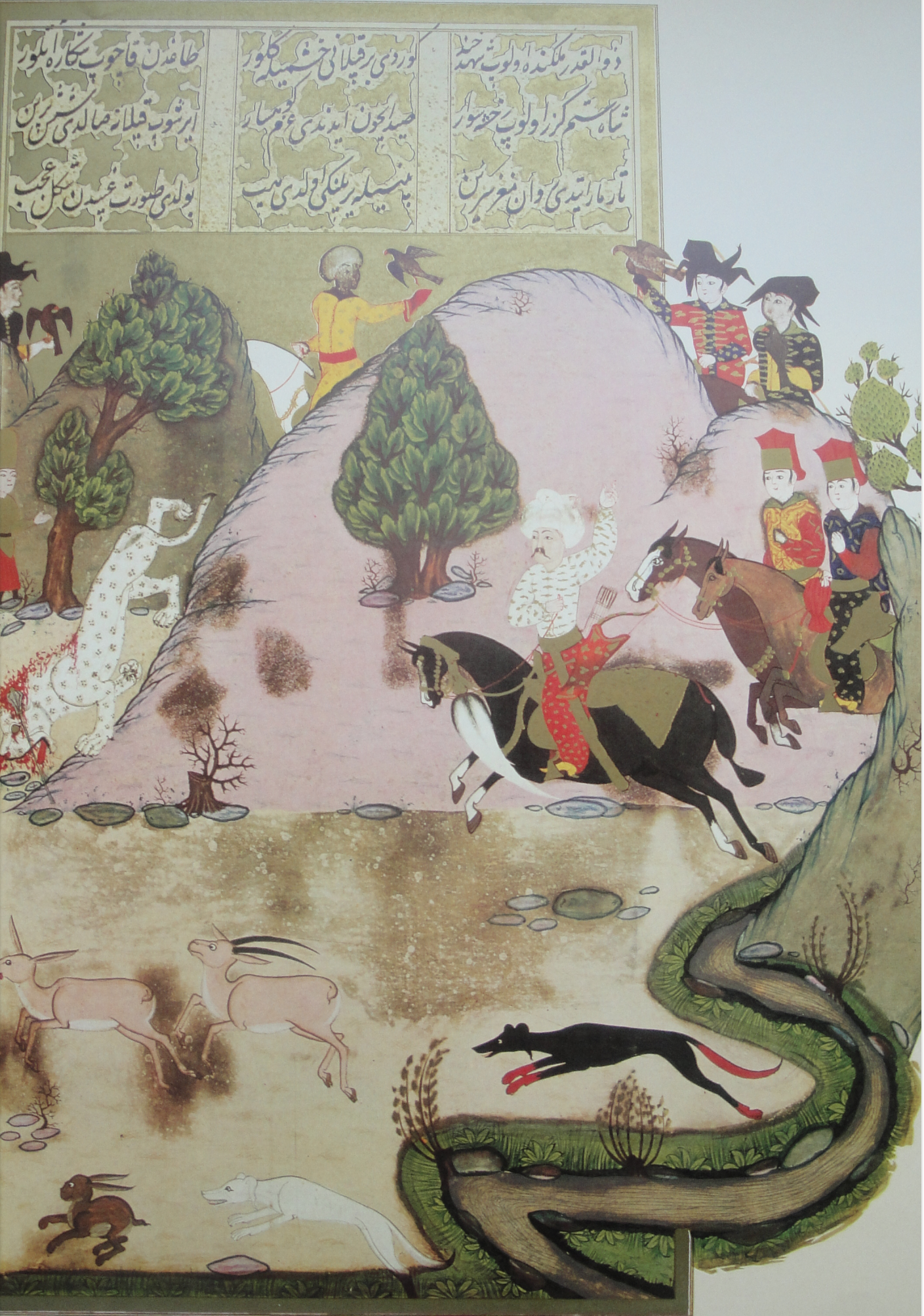
«Охота Селима на тигра во время кампании против правителя Дулкадира Алауддевле». Хюнер-наме, 1584

Во время этого обмена посланиями между Кансухом ал-Гаури и Селимом Алауддевле атаковал продовольственные склады османов, уничтожив при этом корма для животных, что привело к гибели большого количества османского скота. Этот шаг Алауддевле стал последней каплей для Селима. С падением Кемахи армия Селима сразу повернула на Дулкадир. Селим послал против Алауддевле Хадыма Синан-пашу вместе с Али-беем, отличившимся при Чалдыране. 5 июня 1515 года 30-тысячная армия выдвинулась из Сиваса и направилась в Эльбистан. Между тем жители Диярбакыра попросили помощи у османского султана в борьбе против Сефевидов. Селим ответил, что в первую очередь должна быть взята земля Алауддевле, и лишь потом Диярбакыру будет оказана необходимая помощь. Явуз отправил османский флот в Средиземное море, чтобы не допустить помощи мамлюков Дулкадиру с моря. Алауддевле, узнав о приготовлениях османов, отправил казну и гарем в замок на Турнадаге. На советы приближённых пойти на поклон к Селиму Алауддевле отвечал: «Что сделает мне османская власть?»
12/13 июня 1515 года две армии столкнулись в Эрдекли (источники указывают: «Эрдекли, между Андырыном и Гёксуном»). Али-бей выехал на своей лошади вперёд и громко предложил туркменам, которые были верны его отцу, перейти на его сторону. Шехсувар был популярен среди дулкадирцев, поэтому призывы Али-бея привели к тому, что часть туркменов изменила Алауддевле. Когда началось сражение, и стороны смешались, один из османских воинов заметил Алауддевле, сидевшего на белой лошади в «красивых одеждах». Он сбил 90-летнего старика с ног и убил его как добычу. Когда осман понял, что человек, которого он убил, был Алауддевле, то тут же отрубил ему голову и доставил Синану-паше. Узнав о гибели своего бея, дулкадирцы бежали, бросив на поле боя четырёх сыновей Алауддевле и его брата Абдулреззака. Когда битва закончилась, оказалось, что многие родственники бея были убиты. Кроме того, сыновья Алауддевле, его жёны и его брат Абдулреззак были захвачены османами. День смерти Алауддевле назвали «днём смерти предателя» (edil merg-i hâin Sultan). Голову Алауддевле отвезли его внуку, султану Селиму, который в день битвы охотился в Гёксуне. Селим же отправил голову Алауддевле, его визиря и его сыновей в Каир в назидание мамлюкам, союзникам своего врага и деда. Он хотел показать мамлюкам, что их влияние на Дулкадир закончилось. Кансух ал-Гаури, увидев голову Алауддевле, выразил свою печаль. Он отправил послание османскому султану Явузу и потребовал, чтобы в Дулкадире была выделена земля для сыновей Алауддевле. Селим ему ответил: «Что получил мечом — отдаю лишь мечу».
Бесим Аталай записал легенду о смерти Алауддевле:
Алауддевле бежал в Турнадаг, его солдаты были голодны и измучены. Бей встретил пастуха. «Возьми это оружие и убей меня», — сказал старик пастуху.
«Если я убью тебя, то и меня убьют», — ответил пастух.
Тогда Алауддевле указал на седельные сумки с золотом: «Это твоё, если ты заберёшь у меня мою жизнь».
Пастух убил Алауддевле его же оружием и похоронил в том же месте. Вскоре показались османские солдаты, и пастух поведал им о произошедшем. Они вскрыли могилу, отрезали голову у тела и ушли.

### Захоронение
Продолжаются споры о том, в каком точно месте Алауддевле был захвачен и казнён и где находится его захоронение. Согласно источникам, отрубленная голова Алауддевле захоронена в Каире. Тело же, вероятно, захоронили там, где бей погиб, — рядом с Андирином в деревне Чухадарли в 68 километрах от Мараша, в месте, известном как кладбище Султана (Padişah Mezarlığı). Есть и другие версии. Захоронения, называемые захоронениями Алауддевле, показывают в Мараше на кладбище у Улу-джами (Большой мечети) со стороны киблы, в северо-западной части холма крепости Мараша и во дворе Улу-джами (Большой мечети) в Эльбистане. Встречаются также утверждения, что голова Алауддевле была привезена из Египта и похоронена в камере Улу-джами Мараша, но это невозможно.

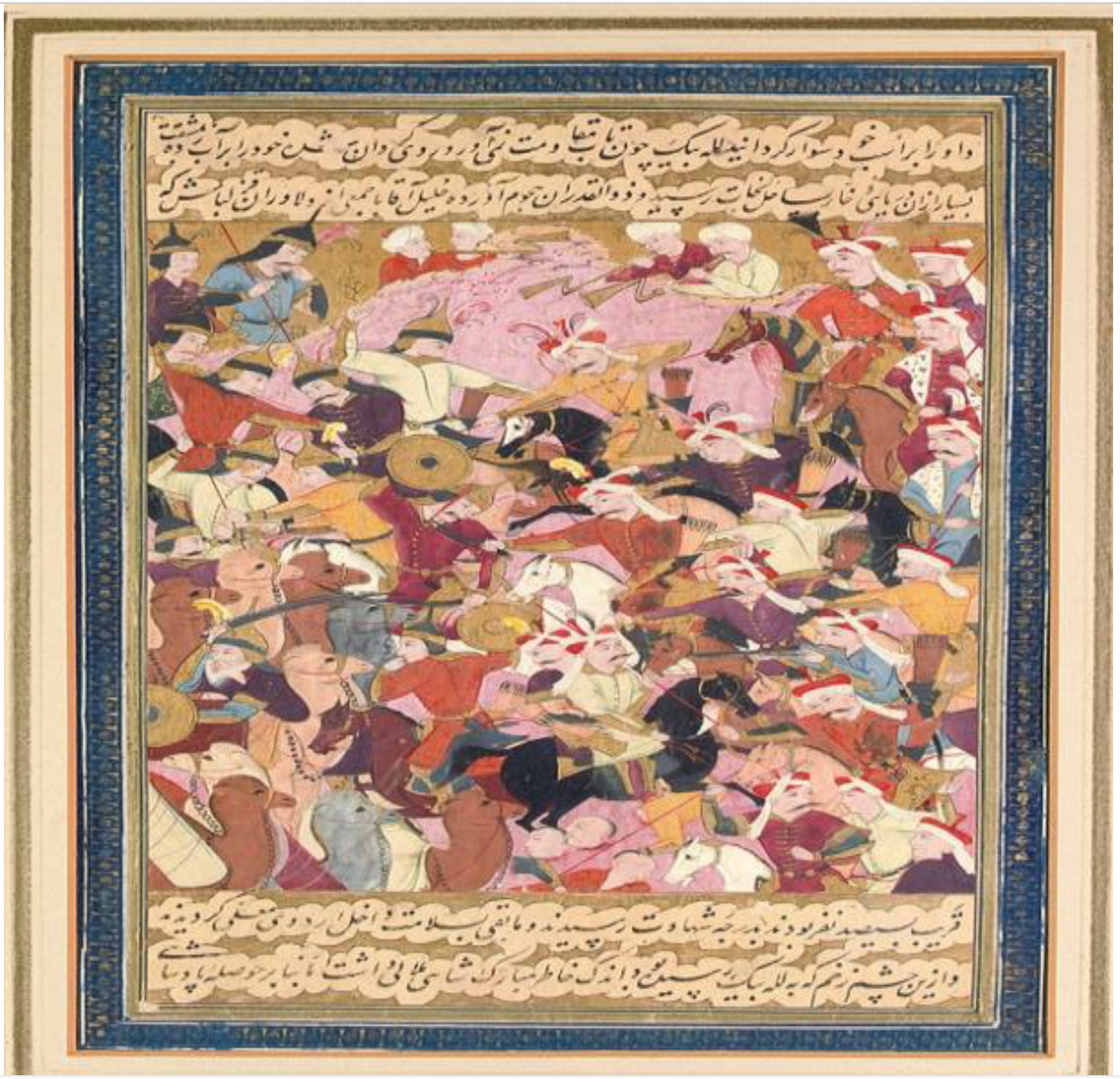
Битва Сары Каплана и Лала Хюсейна

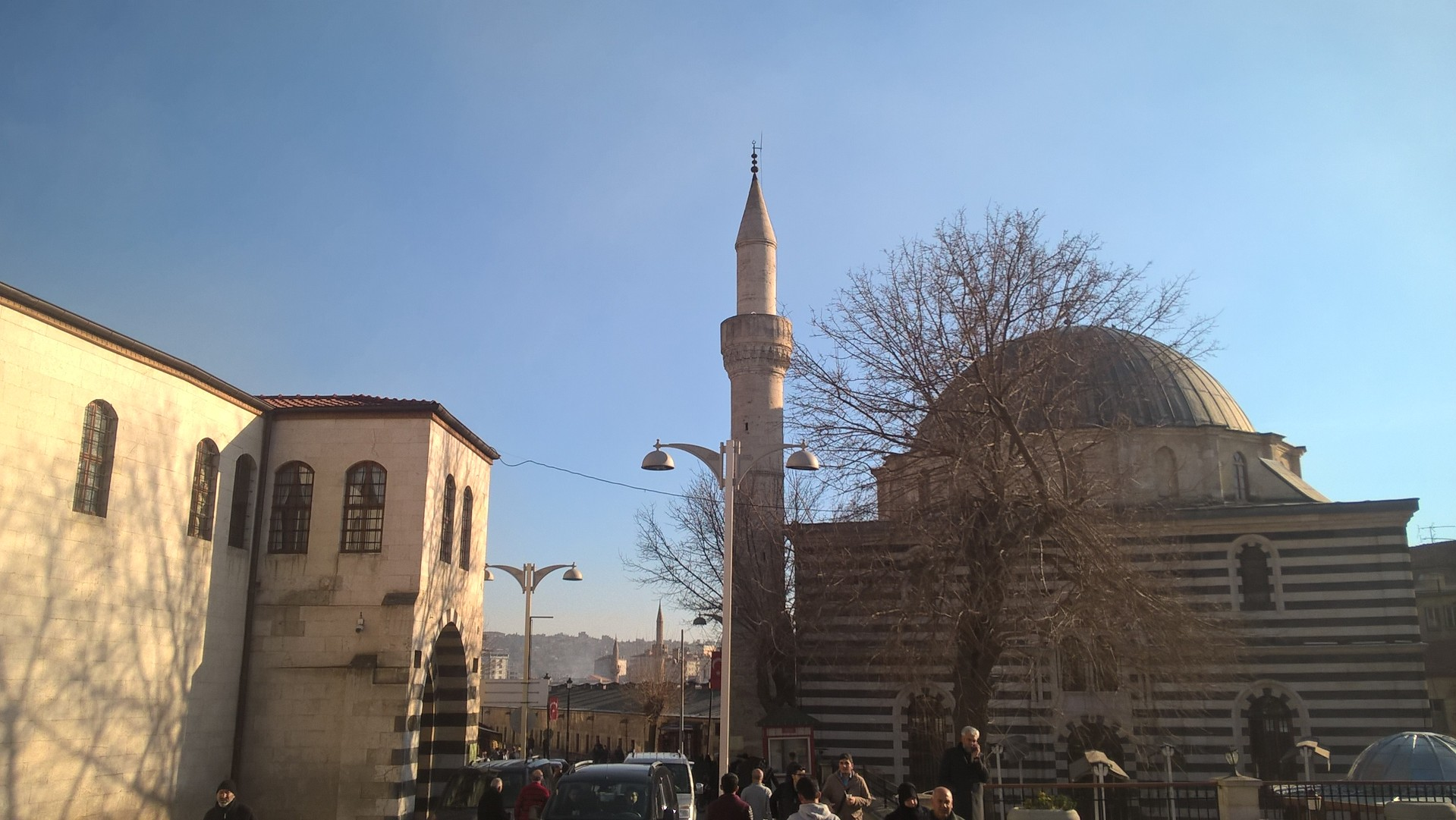
Мечеть Алауддевле в Газиантепе

## Семья
Одной из жён Алауддевле была его двоюродная сестра, Шемсе Мах-хатун бинти Рюстем бин Насиреддин бин Зейнелабиддин, как называет её надпись на построенной ею в 1500 году мечети Хатуние.

### Дочери
- Айше (Гульбахар)-хатун — жена Баязида II, мать Селима I[k 2].
- Бенли-хатун — жена внука Узун-Хасана, Мурада, последнего султана Ак-Коюнлу[19].
- Дочь — жена мамлюкского эмира Озбея[3].

### Сыновья
- Сары Каплан Касым
- Сыновья, погибшие в мае 1499 года в бою с мамлюками[3].
- Сын, казнённый со своими сыновьями в 1507 году шахом Измаилом[3].
- Ахмет — погиб в бою с шахом Измаилом в 1510 году[21].
- Шахрух — погиб в бою с шахом Измаилом в 1510 году.
- Сыновья Али и Мехмет попали в плен[21].
- Сулейман — управлял районом Бозок, погиб в 1515 году[26].
- 4 сына, попавшие в плен к османам в 1515 году. Вероятно, это их головы вместе с головой Алауддевле были отправлены в Каир[27].

## Личность
Алауддевле стал последним беем княжества и считается самым выдающимся правителем династии. За 36 лет своего правления он построил более тридцати мечетей, медресе, завий. Он разумно и мудро управлял в бейлике. При османах принципы управления бывшими территориями бейлика были оставлены неизменными.
Алауддевле составил свод законов, состоявший из 58 статей и называемый Канун-наме Алауддевле. В народе сохранилась добрая память об Алауддевле — со времён его правления до наших дней дошли выражения: «закон Алауддевле», «правосудие Алауддевле».
Как политик Алауддевле был находчив, осторожен и умён. Имя Алауддевле было широко известно и в Европе. Более чем через два века в Европе называли часть Малой Азии, частично включавшую в себя земли бейлика, Аладулия — по имени Алауддевле.
Аладулия

## Комментарии
1. ↑  Описывая казнь Шехсувара в Каире, арабский историк и очевидец событий, Ибн Ильяс, называл троих братьев Шехсувара (а значит, и сыновей Сулеймана), казнённых вместе с ним, — Эрдивана, Хюдадада, Яхью — и братьев, которых мамлюки пожалели и не казнили ввиду их юности (Иса, Юнус, Селман)[1].
2. 1 2  Большинство историков полагают, что Айше-хатун была матерью Селима, и что Гюльбахар — её второе имя[4][5][3][6][7][8][9]. Однако есть и те, кто считает, что матерью Селима была другая наложница Баязида, Гюльбахар Хатун[9][10]
3. 1 2  Точное местоположение Турнадага источники не указывают, ограничиваясь характеристиками «около Эльбистана», «в районе Гёксуна»[22], «у Андырына», «Эрдекли, между Андырыном и Гёксуном»[3]. Некоторые авторы отождествляют Турнадаг с Нурхакдагом (севернее города Нурхак)[23].

### Энциклопедии и справочники
- Yinanç R. Dulkadiroğulları (тур.) // Islam Ansiklopedisi. — 1994. — C. 9. — S. 553—557.
- Kahramanmaraş Ansiklopedisi (тур.). — Kahramanmaraş Sütçü İmam Üniversitesi Yayınları, 2016—2017.

- Alıç Samet. Abdürrezzak Bey. — 2016. — Vol. 1. — S. 23—24.
- Karaoğlan Hamza. Alaeddin Devletlü. — 2016. — Vol. 1. — S. 177—178.
- Alıç Samet. Alaüddevle (Bozkurt) Bey. — 2016. — Vol. 1. — S. 189—195.
- Solak İbrahim. Alaüddevle Bey Kanunnâmesi. — 2016. — Vol. 1. — S. 201—204.
- Özdamar Toroshan. Alaüddevle Bey'In Vakıflar. — 2016. — Vol. 1. — S. 204—210.
- Gökhan İlyas. Ayşe Hatun (Gülbahar Hatun ). — 2016. — Vol. 1. — S. 432—433.
- Özkarcı Mehmet. Alâüddevle Bey — Süleyman Bey (Ulu) Camii. — 2016. — Vol. 1. — S. 198—201.
- Alıç Samet. Benli Hatun. — 2017. — Vol. 2. — S. 156—157.

- Mordtmann J. H.[нем.]-V. L. Ménage. Ḏh̲u 'l-Ḳadr // Encyclopaedia of Islam, Second Edition (англ.) / edited by B. Lewis; J. Schacht & Ch. Pellat. Assisted by J. Burton-Page, C. Dumont and V.L. Ménage. — Leiden: E.J. Brill, 1991. — Vol. II. — P. 239—240.